# Daniela Calvino
Daniela Calvino (Milano, 13 dicembre 1938 – Naples, 17 novembre 2020) è stata un'attrice italiana in attività tra il 1957 e il 1969.

## Biografia
Figlia del drammaturgo Vittorio Calvino, si è presentata come aspirante attrice il 16 luglio 1957 (poco più che diciottenne) nella trasmissione Primo applauso. Aspiranti alla ribalta.
Il suo debutto come attrice è avvenuto nel 1957 con lo sceneggiato televisivo Orgoglio e pregiudizio, diretto da Daniele D'Anza. Ha interpretato poi altri lavori per la Rai e sceneggiati come: Una tragedia americana, Vita di Cavour, Il Circolo Pickwick, La donna di quadri.
Ha inoltre avuto ruoli in tre opere teatrali scritte da suo padre Vittorio.
Ha anche condotto la rubrica Premio "Quattrostagioni" tra le province, 5 puntate dal 3 al 31 luglio 1969. Presente anche in diversi fotoromanzi, per la rivista "Sogno".
Nel 1970 sposò il diplomatico statunitense John Pierce Ferriter, ambasciatore a Gibuti dal 1985 al 1987.

## Filmografia

### Cinema
- Avventura in città, regia di Roberto Savarese (1958)
- La dolce vita, regia di Federico Fellini (1960)
- 5 marines per 100 ragazze, regia di Mario Mattoli (1961)
- La noia, regia di Damiano Damiani (1963)
- La virtù sdraiata (The Appointment), regia di Sidney Lumet (1969)

### Televisione
- Orgoglio e pregiudizio, da Jane Austen, regia di Daniele D'Anza - miniserie TV (1957)
- Giochi di società, episodio di Aprite: polizia!, regia di Daniele D'Anza (1958)
- L'altra madre, originale televisivo di Belisario Randone, regia di Mario Ferrero, 1º novembre 1958.
- L'amore deve nascere, di Luigi Antonelli, regia di Mario Landi, 19 dicembre 1958.
- Il galantuomo per transazione, di Giovanni Giraud, regia di Alessandro Brissoni, 5 giugno 1959.
- La merenda sull'erba, regia di Alessandro Brissoni, 14 luglio 1959.
- La voce nel bicchiere, originale televisivo, regia di Anton Giulio Majano, 1º settembre 1959.
- Sospetto, originale televisivo, regia di Eros Macchi, 15 settembre 1959.
- Rabagas, di Victorien Sardou, regia di Alessandro Brissoni, 16 novembre 1959.
- La torre sul pollaio, di Vittorio Calvino, regia di Alberto Gagliardelli, 18 dicembre 1959.
- Battaglia di dame, di Eugène Scribe ed Ernest Legouvé, regia di Alessandro Brissoni, 12 febbraio 1960.
- Le piccole volpi, di Lillian Hellman, regia di Claudio Fino, 17 giugno 1960.
- Le signorine dai cappelli verdi, di Albert e Germaine Acremant, regia di Alessandro Brissoni, 12 agosto 1960.
- A che servono questi quattrini, di Armando Curcio, regia di Peppino De Filippo, 28 agosto 1960.
- ...ma c'è papà, di Peppino e Titina De Filippo, regia di Peppino De Filippo, 11 settembre 1960.
- Il ramoscello d'olivo, scritto e diretto da Peppino De Filippo, 18 settembre 1960.
- Tre poveri in campagna, scritto e diretto da Peppino De Filippo, 25 settembre 1960.
- Giallo club. Invito al poliziesco, regia di Guglielmo Morandi - serie TV, episodio I conti non tornano, 16 aprile 1961.
- Edoardo mio figlio, di Robert Morley e Noel Langley, regia di Giuseppe Di Martino - film TV, 16 marzo 1962.
- Harvey, di Mary Chase, regia di Gilberto Tofano, 23 aprile 1962.
- Una tragedia americana, da Theodore Dreiser, regia di Anton Giulio Majano - miniserie TV, 7 puntate, dall'11 novembre al 23 dicembre 1962.
- Clandestino a bordo, pretesto per tre farse, regia di Carla Ragionieri, 30 giugno 1963.
- Jack l'infallibile, di Vittorio Calvino, regia di Raffaele Meloni, 30 agosto 1963.
- Paura per Janet, di Francis Durbridge, regia di Daniele D'Anza - miniserie TV, 6 puntate, dal 2 al 18 dicembre 1963.
- Miseria bella, scritto e diretto da Peppino De Filippo, 27 settembre 1964.
- Ritorno a Bountiful, di Horton Foote, regia di Marcello Sartarelli - film TV, 23 dicembre 1964.
- Cavaliere senza armatura, di Vittorio Calvino, regia di Giuseppe Di Martino, 26 agosto 1966.
- Vita di Cavour, di Giorgio Prosperi, regia di Piero Schivazappa - miniserie TV, trasmesso dal 5 al 19 marzo 1967.
- Una ragazza come un'altra, originale televisivo di Roberto Mazzucco, regia di Dante Guardamagna, trasmesso il 13 luglio 1967.
- Il Circolo Pickwick, da Charles Dickens, regia di Ugo Gregoretti - miniserie TV, 4 febbraio al 10 marzo 1968.
- La donna di quadri, di Mario Casacci e Alberto Ciambricco, regia di Leonardo Cortese - miniserie TV, dal 19 aprile al 17 maggio 1968.
- Un pony per Ricky, di Vladimir Lundgren, regia di Italo Alfaro, 16 maggio 1968.

## Teatro
- I diari, di Pier Benedetto Bertoli, regia di Alberto Bonucci, Milano, Teatro Nuovo, 3 maggio 1959.
- A che servono questi quattrini, di Armando Curcio, regia di Peppino De Filippo, Roma, Teatro delle Arti, 28 agosto 1960.
- ...ma c'è papà, di Peppino e Titina De Filippo, regia di Peppino De Filippo, Roma, Teatro delle Arti, l'11 settembre 1960.
- Il ramoscello d'olivo, scritto e diretto da Peppino De Filippo, Teatro delle Arti, il 18 settembre 1960.
- Tre poveri in campagna, scritto e diretto da Peppino De Filippo, Teatro delle Arti, il 25 settembre 1960.
- tournée con la Compagnia del Ridotto del Teatro Eliseo, stagione 1960/61